# Кровавая свадьба (фильм, 1973)
«Кровавая свадьба» или «Красная свадьба» (фр. Les noces rouges) — фильм режиссёра Клода Шаброля, впервые вышедший на экраны в 1973 году.
В 1973 году фильм принял участие в конкурсной программе Берлинского кинофестиваля, а режиссёр Шаброль завоевал на фестивале престижный приз ФИПРЕССИ.

## Сюжет
Действие фильма происходит в небольшом французском городке приблизительно в 150 километрах от Парижа. Уважаемый горожанин Пьер Маури (Мишель Пикколи) укладывает в постель свою больную жену Клотильд (Клотильд Жоано) и едет в лес на полное страсти тайное любовное свидание с Люсьен (Стефан Одран). Люсьен замужем за депутатом парламента и кандидатом в мэры городка Полем Деламэром (Клод Пьеплю) и живёт в его богатом доме вместе со своей 15-летней дочерью Элен Шевалье (Элиана де Сантис), которую родила ещё до знакомства с Полем. Накануне выборов мэра, для обеспечения поддержки со стороны левых Деламэр предлагает Маури войти в его избирательный штаб, и после победы на выборах делает его своим заместителем.
Деламэр часто отлучается в Париж, что даёт Маури и Люсьен возможность проводить тайные любовные свидания, одну из которых Маури организовывает в местном замке, являющемся исторической достопримечательностью. Они стреляют шампанским в старинную картину и занимаются любовью на кровати, являющейся музейным экспонатом. Через некоторое время по просьбе музейного руководства Деламэр поручает Маури расследовать этот случай вандализма.
Тем временем Маури под видом лечения тайно травит свою жену, и вскоре она умирает, как полагают местные жители, покончив с собой от тоски. После очередного отъезда мужа в Париж Люсьен приходит к Маури на ночь в его дом, а её возвращение рано утром замечает дочь Элен. Деламэр приглашает Маури на обед для того, чтобы заручиться его поддержкой в прибыльном инвестиционном проекте, на котором предполагает крупно заработать, но у Маури созникают сомнения в отношении правовой чистоты и обоснованности этого проекта. После совместного обеда Элен говорит матери, что Маури — её любовник, что Люсьен категорически опровергает это подозрение. Во время очередной встречи у него дома Маури сообщает Люсьен, что это он намеренно убил свою жену, чтобы быть свободным, а инвестиционный проект её мужа — это чистой воды мошенничество. Когда Люсьенн рано утром возвращается домой, у ворот её поджидает неожиданно вернувшийся из командировки муж, который утверждает, что догадался о связи Люсьен с Маури. Деламэр её не упрекает и даже наоборот решает использовать это обстоятельство в своих интересах. Он звонит Маури и назначает ему встречу, на которую приезжает вместе с Люсьен. На этой встрече Деламэр предлагает сделку — Люсьен и Маури будут продолжать встречаться, а взамен этого Маури обеспечит поддержку инвестиционному проекту Деламэра в городском совете.
Вскоре Деламэр вновь собирается в Париж, Люсьен настаивает на том, чтобы поехать вместе с ним и даже повести машину. На ночной дороге она неожиданно останавливает автомобиль, к Деламэру подбегает Маури и забивает его дубинкой до смерти. Затем сажает его за руль, обливает автомобиль бензином и сталкивает в глубокий овраг, машина взрывается. Маури уезжает, а Люсьен в разорванном платье остаётся лежать около горящего автомобиля, где её замечает проезжающий мимо грузовик. Полиция заводит дело и допрашивает Люсьен, но вскоре по звонку из Парижа квалифицирует гибель Деламэра в автокатастрофе как несчастный случай и закрывает дело.
Чтобы не навлечь на себя подозрения, Люсьен и Маури больше не встречаются, и она поддерживает с ним связь только с помощью писем. Когда кажется, что все уже успокоилось, Элен неожиданно говорит матери, что подозревает, что она и Маури, будучи любовниками, убили Деламэра. Люсьен признаёт любовную связь с Маури, но не признаётся дочери в убийстве.
Префект полиции получает от Элен письмо, в котором та просит разобраться в обстоятельствах гибели Деламэра ещё раз с учётом того, что её мать и Маури были любовниками, что должно снять с матери возможные подозрения в её возможном участии в преступлении. На допросе в её доме Люсьен сразу же сознаётся в любовной связи с Маури, и в том, что они вместе убили Деламэра. Вслед за этим полиция арестовывает и Маури, который пытается взять всю вину на себя. В полицейской машине, когда и Люсьен, и Маури уже сидят в наручниках, инспектор спрашивает их, зачем надо было убивать этих людей, не проще ли было уехать вместе в другой город.

## В ролях
- Мишель Пикколи — Пьер Маури
- Стефан Одран — Люсьен Деламэр или просто Люси
- Клод Пьеплю — Поль Деламэр
- Клотид Джоано — Клотильд Маури
- Элиана де Сантис — Элен Шевалье, дочь Люси
- Франсуа Роберт — Ориол
- Даниэль Лекуртуа — префект
- Эрманно Казанова — советник
- Пиппо Мериси — Бертьер
- Гильберт Сервьен
- Генри Бергер
- Маурис Фурре
- Филипп Фурре